# Чембарский Пенькозавод
Чембарский Пенькозавод — посёлок в Белинском районе Пензенской области России. Входит в состав Козловского сельсовета.

## География
Расположена в 1,5 км к северо-востоку от села Козловка, на реке Чембар.

## Население
| 2010 |
| ---- |
| 0    |

## История
Основана в середине XX в. Входила в состав Пического сельсовета. Отделение колхоза «Гигант».